# Aethes obliquana
Aethes obliquana es una especie de polilla del género Aethes, categorizada en la tribu Cochylini, de la subfamilia Tortricinae.

## Distribución
Se distribuye por Estados Unidos.

## Taxonomía
Fue descrita por Kearfott en 1907 y publicada en (Phalonia), Bull. Am. Mus. Nat. Hist. 23: 163.